# Kevin Slowey
Kevin Michael Slowey (né le 4 mai 1984 à Conroe, Texas, États-Unis) est un lanceur droitier de la Ligue majeure de baseball. Il est présentement agent libre.

## Carrière
Après des études secondaires à la Upper St. Clair High Clair d'Upper St. Clair (Pennsylvanie), Kevin Slowey suit des études  supérieures à la Winthrop University, où il porte les couleurs des Winthrop Eagles de 2003 à 2005. En trois saisons universitaires, il accumule 29 victoires pour 8 défaites.
Slowey est drafté le 7 juin 2005 par les Twins du Minnesota au deuxième tour de sélection. Il passe deux saisons en ligues mineures avant d'effectuer ses débuts en Ligue majeure le 1er juin 2007.
Il lance son premier match complet au plus haut niveau le 29 mai 2008 et obtient son premier blanchissage le 29 juin 2008.
Excellent en première partie de saison 2009 avec dix victoires pour trois défaites, Slowey est placé sur la liste des blessés le 4 juillet et est opéré. Il manque la fin de saison.
De retour au jeu en 2010, Slowey lance 30 parties, dont 28 comme partant, pour les Twins. Il remporte 13 victoires contre 6 défaites.
En 2011 cependant, il connaît des difficultés : il ne remporte aucune victoire contre 8 défaites en 14 matchs, dont 8 départs. Il est sur la liste des blessés de mai à août. Les Twins, qui connaissent une année très difficile, perdent les 14 matchs dans lesquels Slowey est envoyé au monticule cette saison-là.
Le 6 décembre 2011, les Twins échangent Slowey aux Rockies du Colorado contre un joueur à être nommé plus tard. Son passage dans l'organisation des Rockies est de courte durée puisque le 20 janvier 2012, le club du Colorado transfère Slowey aux Indians de Cleveland en retour du releveur Zach Putnam. Il ne joue qu'en ligues mineures pour les Indians, s'alignant toute la saison 2012 avec leur club-école, les Clippers de Columbus.
Il rejoint les Marlins de Miami le 15 janvier 2013. En 37 matchs, dont 16 départs, et 129 manches et un tiers lancées au total pour les Marlins en 2013 et 2014, Slowey remporte 4 victoires contre 7 défaites et affiche une moyenne de points mérités de 4,45. Il participe au camp d'entraînement des Phillies de Philadelphie en 2015 sans décrocher sa place avec l'équipe.

## Statistiques
| Saison | Équipe    | G  | GS | CG | SHO | V  | D  | SV | IP    | SO  | ERA  |
| ------ | --------- | -- | -- | -- | --- | -- | -- | -- | ----- | --- | ---- |
| 2007   | Minnesota | 13 | 11 | 0  | 0   | 4  | 1  | 0  | 66.2  | 47  | 4,72 |
| 2008   | Minnesota | 27 | 27 | 3  | 2   | 12 | 11 | 0  | 160.1 | 123 | 3,99 |
| 2009   | Minnesota | 16 | 16 | 0  | 0   | 10 | 3  | 0  | 90.2  | 75  | 4,86 |
| 2010   | Minnesota | 30 | 28 | 0  | 0   | 16 | 6  | 0  | 155.2 | 116 | 4,45 |
| Totaux | Totaux    | 86 | 82 | 3  | 2   | 39 | 21 | 0  | 473.1 | 361 | 4,41 |

Note : G = Matches joués ; GS = Matches comme lanceur partant ; CG = Matches complets ; SHO = Blanchissages ; 
V = Victoires ; D = Défaites ; SV = Sauvetages ; IP = Manches lancées ; SO = Retraits sur des prises ; ERA = Moyenne de points mérités.